# Remetské Hámre
Remetské Hámre é um município da Eslováquia, situado no distrito de Sobrance, na região de Košice. Tem 24,59 km² de área e sua população em 2018 foi estimada em 564 habitantes.

## Demografia
| Ano:        | 1994 | 2004   | 2014   | 2024   |
| ----------- | ---- | ------ | ------ | ------ |
| Broj ljudi: | 704  | 658    | 598    | 542    |
| Razlika:    |      | -6,53% | -9,11% | -9,36% |

| Ano:               | 2023 | 2024   |
| ------------------ | ---- | ------ |
| Número de pessoas: | 553  | 542    |
| Diferença:         |      | -1,98% |